# Malandry
 Malandry  là một xã ở tỉnh Ardennes, thuộc vùng Grand Est ở phía bắc nước Pháp.